# Lepidepecreella emarginata
Lepidepecreella emarginata är en kräftdjursart som beskrevs av Nicholls 1938. Lepidepecreella emarginata ingår i släktet Lepidepecreella och familjen Lysianassidae. Inga underarter finns listade i Catalogue of Life.